# Reichsluftfahrtministerium
Het Reichsluftfahrtministerium (RLM, 'Rijksluchtvaartministerie') was een ministerie in nazi-Duitsland tussen 1936 en 1945, ondergebracht in een imposant kantorencomplex aan de Wilhelmstrasse in het centrum van Berlijn.
 
Dit gebouw kenmerkt de pragmatische wijze waarop men in Duitsland omgaat met beladen historisch erfgoed en de daarmee verbonden Vergangenheitsbewältigung: in de DDR-tijd was het gebouw als Haus der Ministerien in gebruik, na die Wende was de Treuhandanstalt er gevestigd (sinds 1992 draagt het de naam van Detlev Rohwedder, de in 1991 vermoorde voorzitter van de Treuhandanstalt) en momenteel is er het Duitse Bundesministerium der Finanzen in gevestigd. 

## Oprichting en eerste ambtshandelingen

### Rijkscommissaris voor de luchtvaart
In januari 1933, na de machtsovername door de nationaalsocialisten, was het eerste doel de door het Verdrag van Versailles opgelegde beperkingen te verbreken en het militaire fundament te leggen onder de verovering van de Lebensraum in het oosten. Hiertoe werd in het geheim de herbewapening van Duitsland ondernomen.
Op 2 februari 1933 gaf de rijkspresident een verordening uit over de rijkscommissaris voor de luchtvaart. Dat was de eerste stap naar de oprichting van een Luftwaffe. Die werd naast landmacht (Heer) en marine (Kriegsmarine) een krijgsmachtonderdeel binnen de Reichswehr. De rijkscommissaris voor de luchtvaart was verantwoordelijk voor de planning en ontwikkeling van de luchtvaart. Hij was direct ondergeschikt aan de rijkskanselier. Van het ministerie van verkeer en het ministerie van binnenlandse zaken werd de verantwoordelijkheid voor de burgerluchtvaart en de luchtverdediging overgenomen. De jachtvlieger uit de Eerste Wereldoorlog, NSDAP-politicus en Pruisische minister van Binnenlandse Zaken Hermann Göring werd door Hitler benoemd als rijkscommissaris.

### Rijksminister voor de luchtvaart
In april 1933 werd de organisatie van de rijkscommissaris tot ministerie gemaakt. In mei werd Göring rijksminister voor de luchtvaart. De eigenlijke opdracht van het RLM was hoofdzakelijk de opbouw en de ondersteuning van de nieuwe Luftwaffe. In mei 1935 werd Göring de eerste opperbevelhebber van de nieuwe Luftwaffe. De Reichswehrminister Werner von Blomberg droeg uit zijn portefeuille aan het RLM het Luftschutzamt over, wat tot dan toe de hoogste autoriteit voor de militaire luchtvaart was geweest. Het RLM gaf een eigen geïllustreerde propaganda-tijdschrift uit, Der Adler.
Een van de eerste ambtshandelingen van het RLM was om alle patenten van Hugo Junkers en zijn bedrijven Junkers & Co., Junkers Motorenbau en Junkers Flugzeugwerk op wederrechtelijke wijze over te nemen. Die betrof in het bijzonder de rechten op de legendarische Ju 52. Hiervoor werd het Luftfahrtkontor opgericht, dat als mantelvennootschap de deelname aan Junkers beheerde.

### Staatssecretaris in het ministerie voor luchtvaart
Erhard Milch was van 1933 tot 1945 staatssecretaris in het rijksluchtvaartministerie. Hij was ook Generalinspekteur der Luftwaffe, en vanaf 1941 tot 1944 ook Generalluftzeugmeister.

## Nieuwbouw kantoorgebouw
In de jaren 1935-36 werd op verzoek van Hermann Göring in de Wilhelmstraße in het centrum van Berlijn een immens kantorencomplex neergezet voor het ministerie, dat sterk was gegroeid in personeel, een 4 000 in aantal. Het ontwerp was van architect Ernst Sagebiel die ook de luchthaven Tempelhof ontwierp. Het geheel telde 3 000 kamers verspreid over zeven verdiepingen met een totale vloeroppevlakte van 10 000 m². Daarmee was het toentertijd het grootste kantoorgebouw in Berlijn. 
Van Arno Breker zijn verschillende ontwerpen bekend voor een monumentaal beeld op de Vorplatz bij de hoofdingang van de geplande nieuwbouw aan de Leipziger Straße. De ontwerpen tonen een op een sokkel geplaatste fakkeldragende figuur, ongeveer zes meter hoog, waarvan de kleding als door een windstoot in de vorm van een vleugel uitzwaait. Verder is in de ontwerpen duidelijk te zien dat de figuur in de vrije hand een gestileerd luchtvaartuig vasthoudt - ongeveer zoals een speerwerper een speer vasthoudt.

## Organisatie en verdere ontwikkeling van het ministerie
Het technische departement van het RLM kwam voort uit een in 1935 al bestaande afdeling vliegtuigtechniek van het Heereswaffenamt. Het was verantwoordelijk voor de ontwikkeling van nieuwe vliegtuigtypen door de luchtvaartindustrie en voor de productieplanning daarvan. In 1936 stelde Göring de latere Generaloberst Ernst Udet aan het hoofd van dit ambt en vertrouwde hem de taken van staatssecretaris Erhard Milch toe, die tot dan de belangrijkste planner en organisator voor de opbouw van de luchtmacht was geweest. Udet was daarmee verantwoordelijk geworden voor het ontwikkelen en beschikbaar stellen van vliegtuigen, wapens en apparatuur voor alle onderdelen van de Luftwaffe. Udet verdeelde zijn departement in 13 afdelingen op, en verloor daarmee het overzicht over hun taken. Na de zelfmoord van Udet nam Milch zijn taken weer over.
In vergelijking met soortgelijke ministeries in het binnen- en buitenland was het RLM waarschijnlijk niet beter of slechter gestructureerd en georganiseerd. De uitstekende persoonlijke relaties tussen Göring en Hitler gaf het RLM meer invloed en macht dan andere ministeries. Göring gebruikte zijn positie aan de top van het RLM om aan talrijke bevriende dan wel verdienstelijke naziberoemdheden posities te geven. Deze waren niet zozeer geïnteresseerd in werkzaamheden voor het RLM maar wilden eerder hun politieke carrière voortzetten of uitbreiden.
Na het dodelijke vliegtuigongeval van Fritz Todt droeg Hitler in maart 1942 alle taken over aan Albert Speer. Een en ander had te maken met volgens alle getuigen Görings chaotische leiderschapsstijl. In samenhang met de overdracht van de luchtbewapening aan de rijksminister Albert Speer in juni 1944, werd het ministerie nieuw en strak geregisseerd. Dit alles had vermoedelijk wel zijn uitwerking op de Luftwaffe respectievelijk het verloop van de Tweede Wereldoorlog.

## Naoorlogse periode
Na de Tweede Wereldoorlog werd het slechts weinig beschadigde gebouw direct gebruikt door de Sovjetbezettingsgroepen. Het gebouw lag in het deel van Berlijn dat door de Sovjets werd bezet. Het gebouw, ontdaan van de nazi-insignes, fungeerde als hoofdkwartier van de Duitse Economische Commissie. In de veertigjarige periode erna vanaf 1949, in de DDR-tijd, huisvestte het gebouw verschillende regeringsdepartementen.
  
Na de Duitse hereniging verhuisde de regering van Bonn naar Berlijn. De Treuhandanstalt was er dan een tijdlang gevestigd. Het voormalige ministerie, inmiddels volledig gemoderniseerd en gerenoveerd, en hernoemd tot Detlev-Rohwedder-Haus, werd als hoofdvestiging in 1999 in gebruik genomen door het Bundesministerium der Finanzen.

## Literatuur

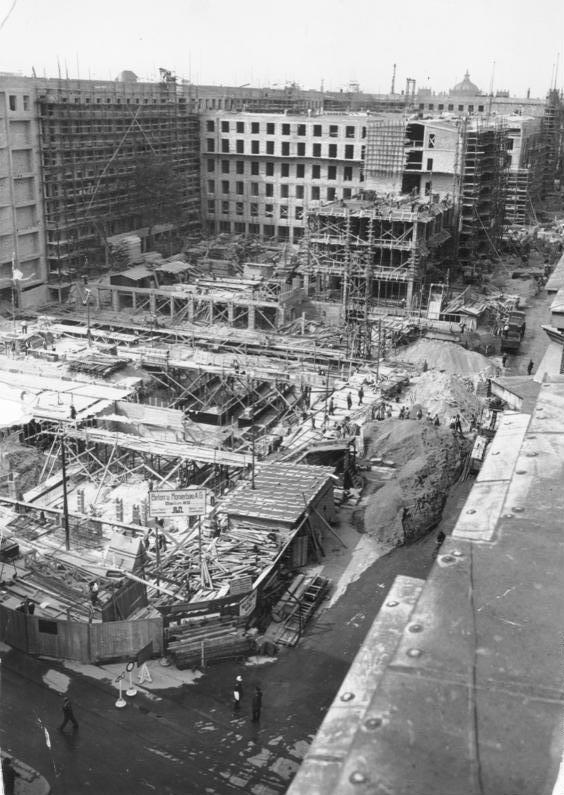
De nieuwbouw van het ministerie.
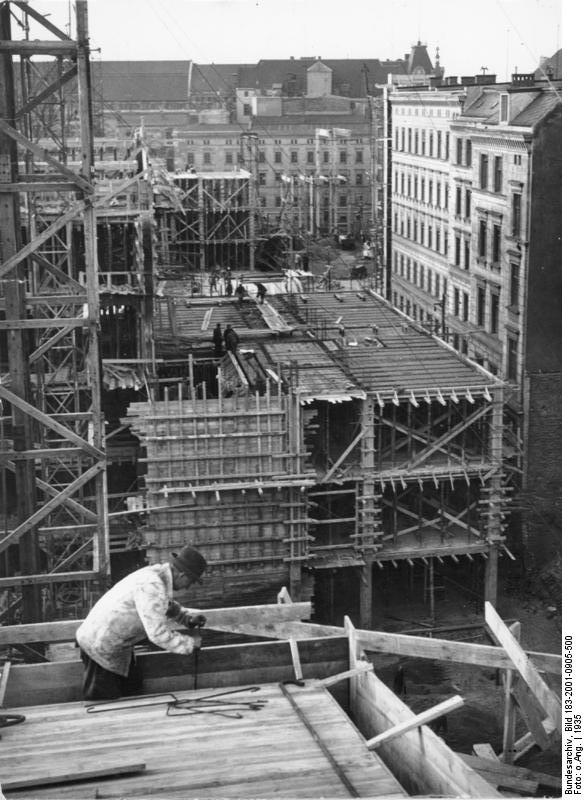
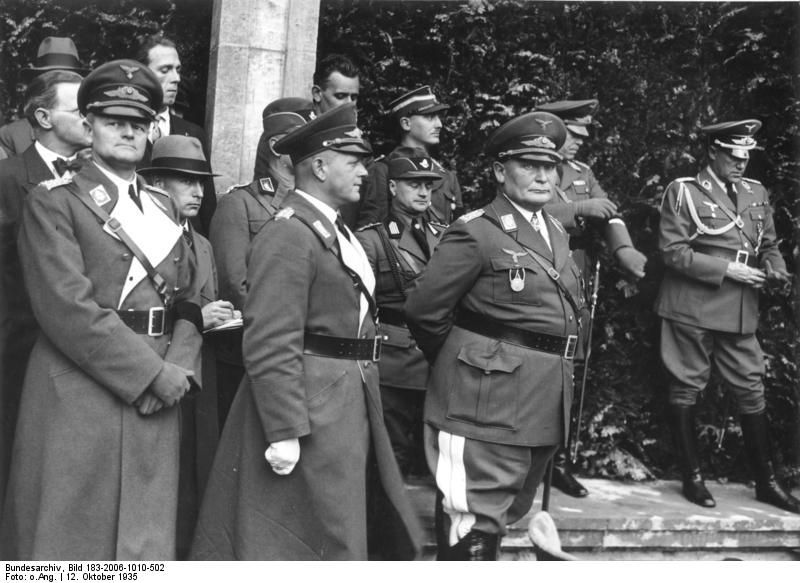
De opening van het ministerie.
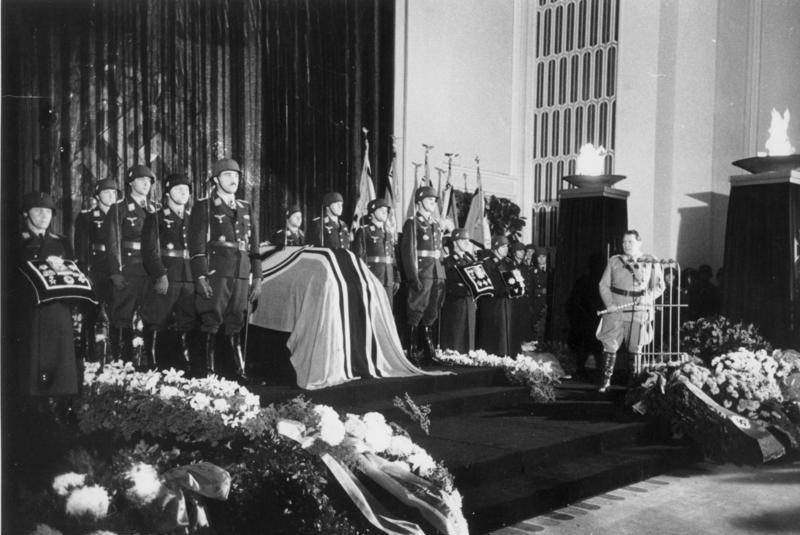
De begrafenis van Ernst Udet, met de toespraak van Hermann Goring.

## Weblinks
- (de)  Reichsluftfahrtministerium
- (de)  Vorplatz, Ehrenhof, Innenhöfe und Gartenanlagen des ehemaligen Reichsluftfahrtministeriums